# Yes we're SINGLES
『yes we're SINGLES』は、早瀬優香子の初のベスト・アルバム。1988年11月21日にシックスティレコード（販売元はテイチク）より発売された。

## 概要
- 1986年のデビューシングル「サルトルで眠れない」から1987年の5thシングル「椿姫の夏」までの5枚のシングルのAB面を完全収録。このアルバム以降に発売されたシックスティ時代のシングル曲は未収録であるが、2020年に『yes we're SINGLES+8』として追加収録したものが発売になった。
- 「硝子のレプリカント」「私は女」「太陽とクレッセント」の3曲はこのアルバムのみ収録（初CD化）。
- 5枚のシングル・ジャケットがCDサイズでブックレットに掲載されている。
- ジャケット写真はアルバム『水と土』時の別カット。
- 当時、同じレコード会社所属だった麗美も同じ日に『yes we're SINGLES』という同タイトルのアルバムを発売している。
- 7、8曲目の作詞：CECILEは早瀬優香子のペンネーム。

### 再発売
yes we're SINGLES＜タワーレコード限定＞
- 2015年12月16日、再発売（'90年）された際の販売元であったワーナーミュージック・ジャパンからタワーレコード限定販売/2015年リマスタリング音源で25年ぶりに再発売した。なお当時の内容をそのまま復刻発売したため、シックスティ時代の残りのシングルである6th「マリリン&ジョンの微笑（シングル・ヴァージョン）／冷たい水」、7th「IL（ベッドの中では）／家へ帰るの」は、追加収録されることなく未収録のままである。ジャケットと歌詞カードは、オリジナル盤及び90年盤と差異があり、裏ジャケットに縮小されたEP盤ジャケットが新たに掲載された。また歌詞カード掲載のEP盤ジャケットはオリジナルEP盤からスキャニングされたものではなく、CD発売時のスキャニング掲載したものを、さらにスキャニングし復元しているため、色合いや質感に難がある他、当時の発売元であったシックスティのロゴ削除及び価格クレジット等を再編集し掲載している箇所があり、これはオリジナルEP盤ジャケットをワーナーが保有していないためである。初期シングル音源はワーナーの他にユニバーサルミュージックも保有（初期アルバム音源はユニバーサルのみ保有）しており、オリジナルEP盤はユニバーサルが保有している。

yes we're SINGLES+8
- ワーナーミュージック・ジャパンの“CITY POP BEST SELECTION”シリーズ第二弾として須藤薫、カルロス・トシキ、ペドロ&カプリシャスとともにセレクト・アルバム4タイトル同時発売の1枚として発売[1]。
- 2020年05月27日、前回の再発売より約4年半ぶりにボーナス・トラック8曲を加えて再発売。当初は『yes we're SINGLES』の再発売ではなく単に『SINGLES』として新編集アルバムとして告知（他の3タイトルは新編集アルバム）されたが、その後、ボーナス・トラックを加えた再発売に変更になった。前回との相違点は、2015年盤がタワーレコードのみの限定流通だったが、今回は全国流通盤として発売になり、ボーナス・トラックとしてシックスティ時代の残りのシングル2枚4曲、加えてアルバム『水と土』『薔薇のしっぽ』から2曲づつ選曲された全18曲収録になった。ジャケットはオリジナル盤に使用された写真を左右反転したもの（オリジナルの裏表紙に使用されたもの）に縁取り加工され、今回はオリジナル盤及び2015年再発盤に掲載していたシングル・ジャケットは全て割愛、歌詞のみのシンプルな歌詞カードに再デザインしている。
- 早瀬のシックスティ・レコードからリリースされた楽曲の原盤保有は現在、ユニバーサルミュージック・USMジャパンレーベルとワーナーミュージック・ジャパンに版権の関係上2社に分散されて保有しているため、今回のベスト・アルバムは企画したワーナーミュージック・ジャパンが保有している『水と土』（'88.7）『yes we're SINGLES』（'88.11）『薔薇のしっぽ』（'89.7）からの選曲となっている。そのため初期アルバム3枚からはアルバム曲が1曲も選曲されていない。初期音源（1986年～1987年）は全てユニバーサルミュージックが保有しているが、後にベスト・アルバム『yes we're SINGLES』を発売したため、初期シングル音源のみユニバーサルミュージック及びワーナーミュージック・ジャパンの両社が同一音源でありながらそれぞれ保有している。

## 収録曲
1. サルトルで眠れない
  - 作詞：秋元康／作曲：大村憲司／編曲：西平彰

※1985年4月に発売された野崎沙穂『沙穂』の4曲目に収録されていた同曲のカヴァー。
2. ピンクのCHAPEAU
  - 作詞：秋元康／作曲：MAYUMI／編曲：西平彰
3. 硝子のレプリカント
  - 作詞：泉麻人／作曲：井上大輔／編曲：西平彰

※大塚製薬『ポカリスエット』CMソング。
4. セシルはセシル
  - 作詞：秋元康／作曲：MAYUMI／編曲：西平彰

※2008年に安藤裕子がシングル『パラレル』のカップリングでこの曲をカヴァーした。
5. 私は女
  - 作詞：秋元康／作曲：矢野顕子／編曲：西平彰

※フジテレビ系木曜劇場『わたしの可愛いひと』主題歌
6. マリー・ラフォレはもう聞かせないで
  - 作詞：秋元康／作曲：矢野顕子／編曲：西平彰
7. 2/3 amino co de ji
  - 作詞：CECILE／作曲：日向敏文／編曲：日向敏文

※東洋水産『2/3ヌードル』CMソング。
8. シニアな記憶
  - 作詞：CECILE／作曲：日向敏文／編曲：日向敏文
9. 椿姫の夏
  - 作詞：森雪之丞／作曲：細野晴臣／編曲：西平彰

※資生堂夏キャンペーンCMソング。
10. 太陽とクレッセント
  - 作詞：森雪之丞／作曲：長沢ヒロ／編曲：西平彰

### yes we're SINGLES+8
1. サルトルで眠れない
2. ピンクのCHAPEAU
3. 硝子のレプリカント
4. セシルはセシル
5. 私は女
6. マリー・ラフォレはもう聞かせないで
7. 2/3 amino co de ji
8. シニアな記憶
9. 椿姫の夏
10. 太陽とクレッセント
11. マリリン&ジョンの微笑（シングル・ヴァージョン）※
12. 冷たい水※
13. IL（ベッドの中では）※
14. 家へ帰るの※
15. Lobbyの生活※
16. 光合成 cock-a-doodle-doo※
17. 薔薇のしっぽ※
18. 5才の子供※

※BONUS TRACK

## クレジット
Photography：松本康男（AL『水と土』より）
Remastering（2015年盤）：菊地功（MIXER'S LAB）at Warner Music Mastering
Remastering（2020年盤）：根本智視（SAIDERA MASTERING）

## 発売形態
| 形態 | 発売日         | 品番       | 発売元                                                | 備考 |
| ---- | -------------- | ---------- | ----------------------------------------------------- | --- |
| CD   | 1988年11月21日 | 30D-9      | SIXTY RECORDS 販売元：テイチク                        | |
| CD   | 1990年04月25日 | WPCL-160   | SIXTY RECORDS 販売元：ワーナー・パイオニア            | 【CD再発】販売元が変わったための再発売                                                                                  |
| CD   | 2015年12月16日 | WQCQ-590   | ワーナーミュージック・ジャパン 販売元：タワーレコード | 【CD再発】2015年デジタル・リマスタリング。タワーレコード限定（Tower To The People）の再発売                             |
| CD   | 2020年05月27日 | WPCL-13191 | ワーナーミュージック・ジャパン                        | 【CD再発】『yes we're SINGLES +8』として10曲＋8曲追加収録。 2020年デジタル・リマスタリング Amazon.co.jp限定メガジャケ付 |
| CT   | 1988年11月21日 | 28T-9      | SIXTY RECORDS 販売元：テイチク                        | |